# Montaña Roja
Pour les articles homonymes, voir Roja.
La Montaña Roja est un volcan du sud de l'île de Lanzarote dans les îles Canaries. Culminant à 198 m d'altitude, il est situé sur la commune de Yaiza et domine la station balnéaire de Playa Blanca.

## Géographie

### Géologie
La Montaña Roja est un cône volcanique faisant partie des volcans de la série II de Lanzarote, un groupe volcanique dont l'âge estimé est de 13 millions d'années à 800 000 ans.
L'éruption date de 800 000 ans. La lave s'est écoulée par une brèche sur le nord du volcan, jusqu'à l'océan dont le niveau était à l'époque une dizaine de mètres plus haut.

### Végétation
Les rocailles arides des flancs du volcan abritent des touffes de végétation basse caractéristique des badlands secs et perturbés[Quoi ?] du sud de l'île de Lanzarote. Les rares arbrisseaux (Euphorbia balsamifera, Launaea arborescens) ne dépassent pas 50 centimètres de hauteur.
Un maquis épineux à Lycium intricatum et Launaea arborescens occupe le fond du cratère. Il forme une un cercle de quelques dizaines de mètres de diamètre. 

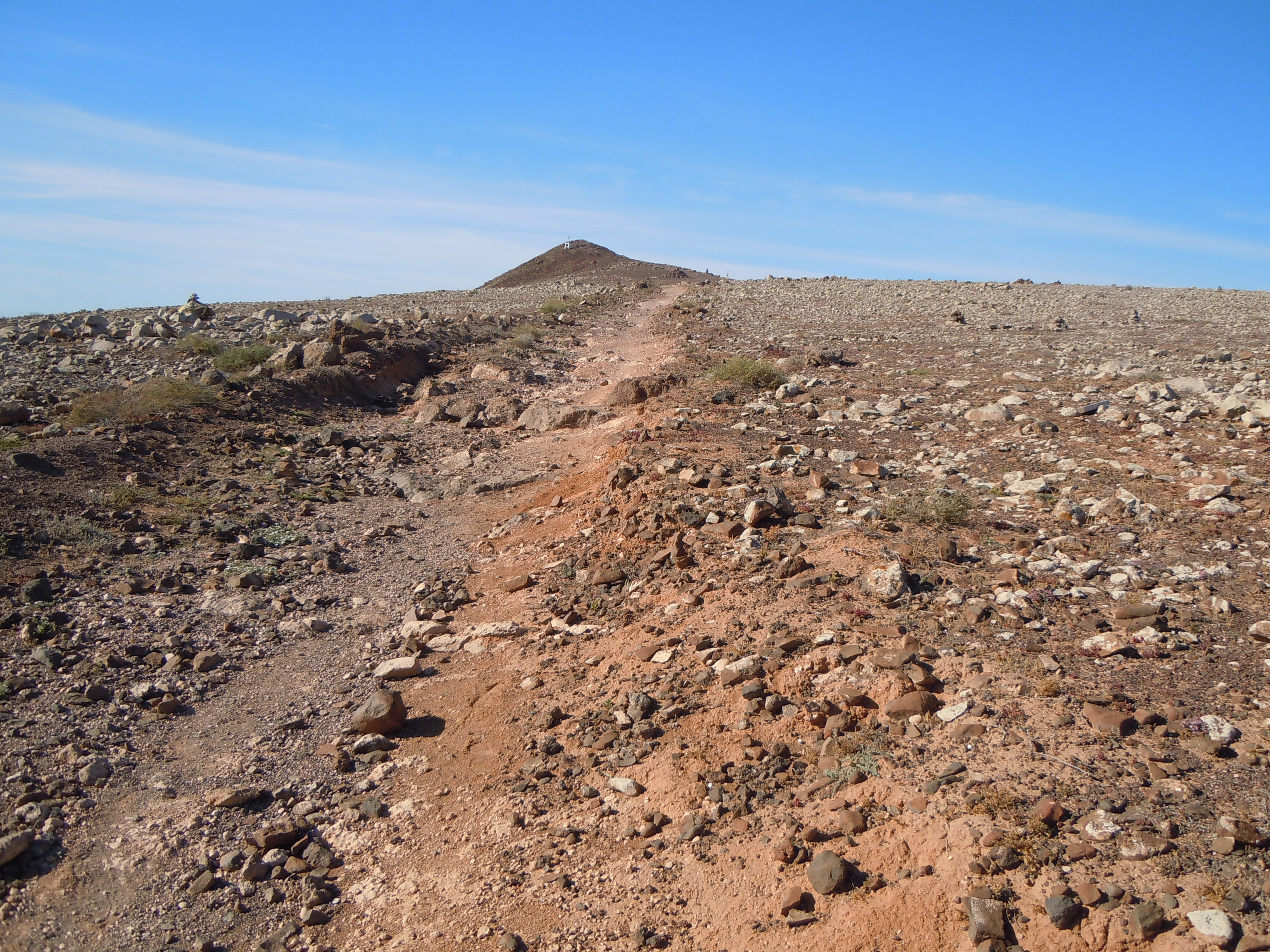
Rocailles le long du chemin d'accès au sommet.
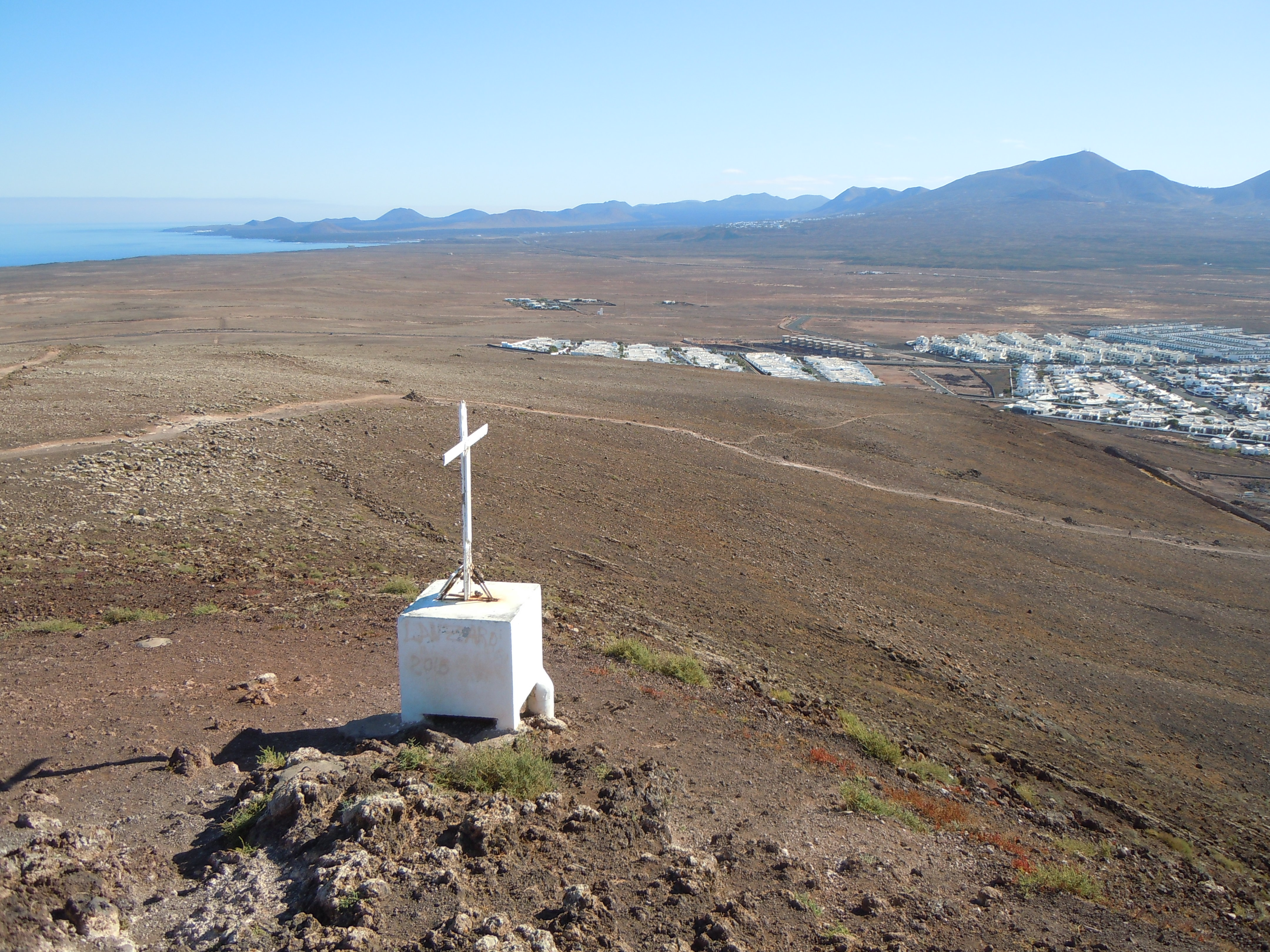
Croix sommitale
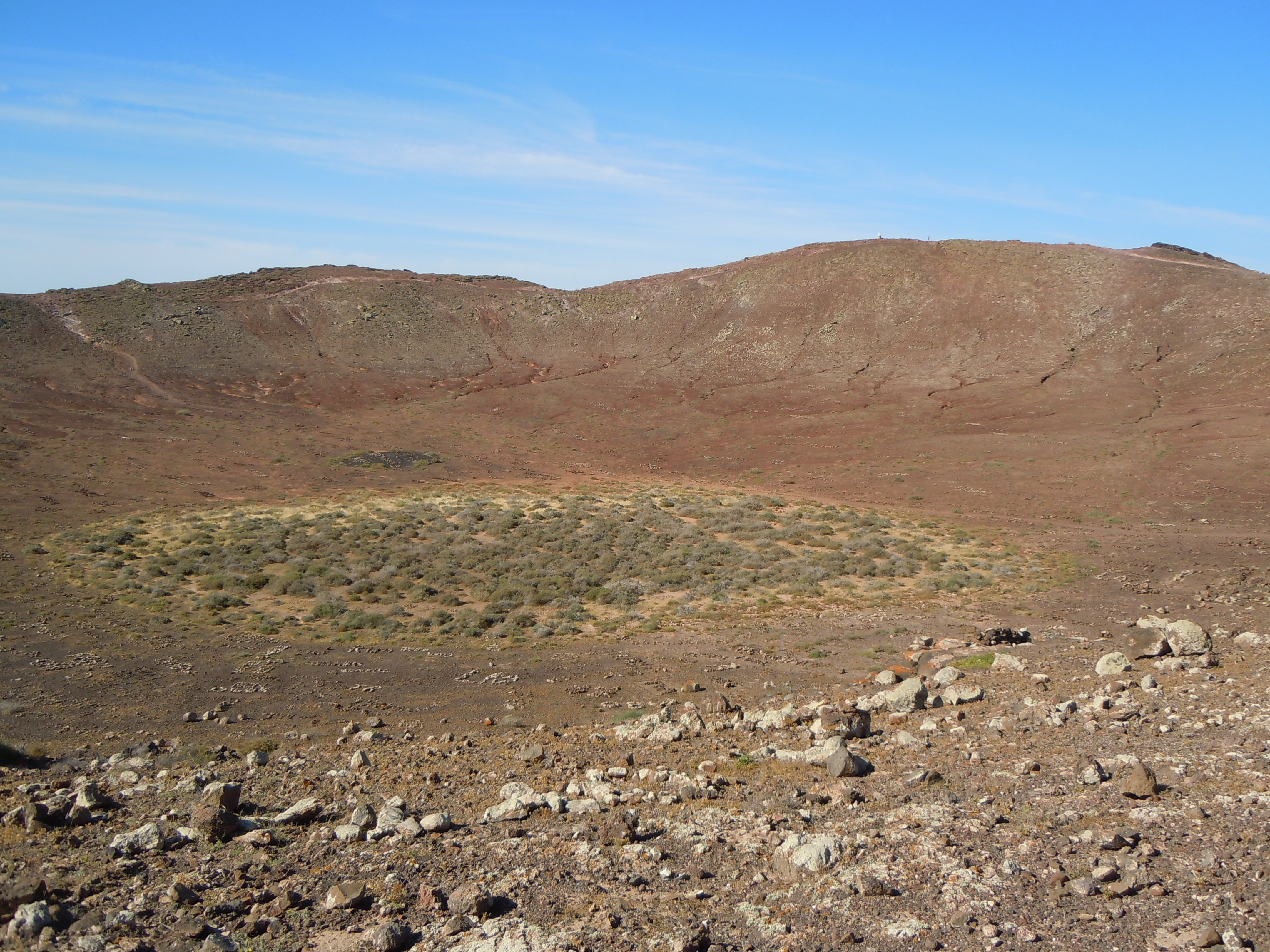
Vue du cratère avec un îlot de végétation arbustive épineuse.
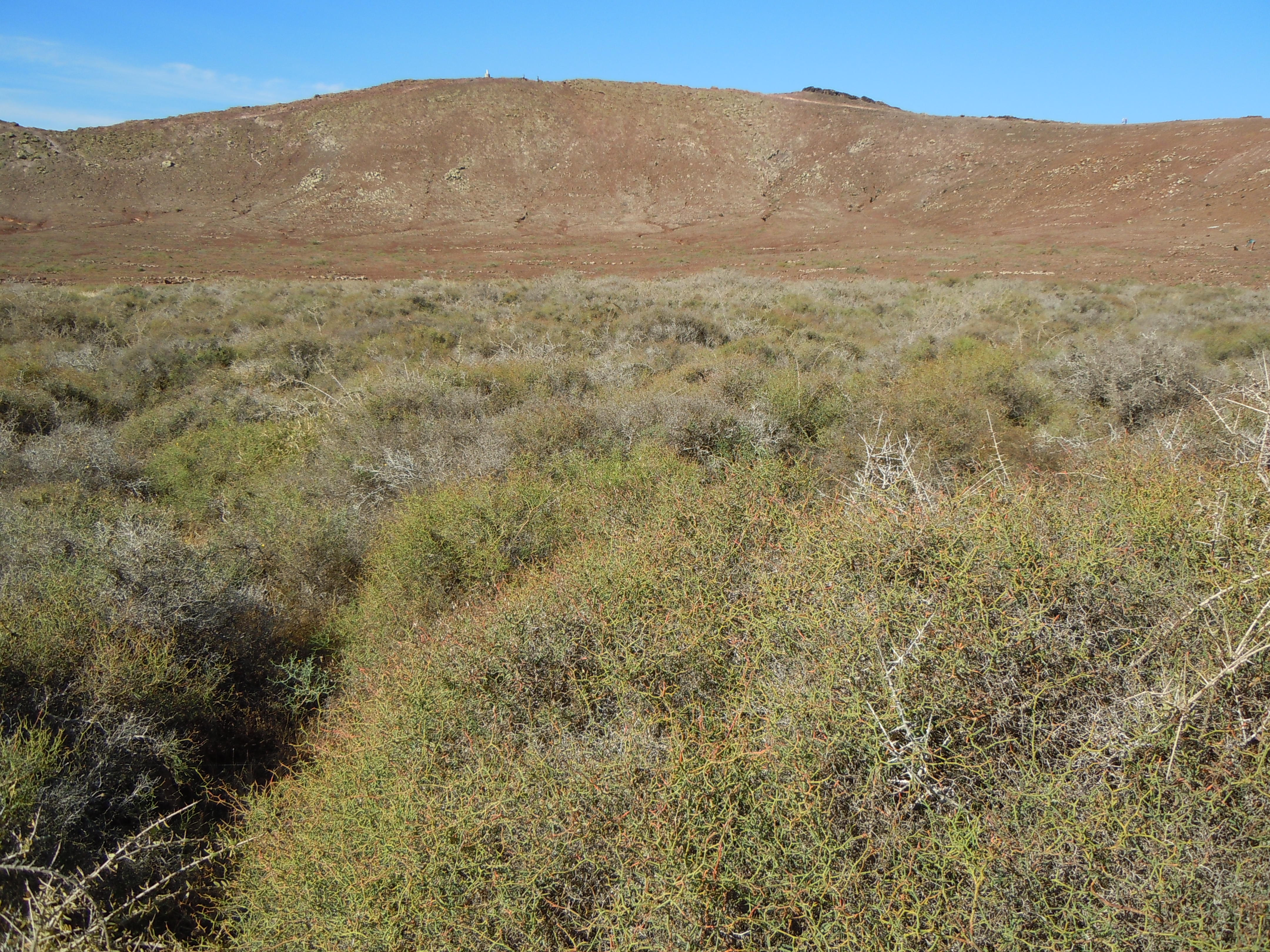
Maquis à Lycium intricatum et Launaea arborescens au fond du cratère.

## Tourisme
L'ascension se fait en une heure à partir de Playa Blanca, par un sentier sur le nord du volcan et faisant le tour du cratère, les flancs ouest et sud sont sujets à des éboulements.